# Senderos de fe
Senderos de fe es una película argentina en blanco y negro dirigida por Luis José Moglia Barth sobre su propio guion que se estrenó el 26 de octubre de 1938 y que tuvo como protagonistas a Amanda Ledesma, Floren Delbene, Pedro Maratea, Marcos Caplán y Juan Carlos Thorry.

## Sinopsis
Un hombre que está por emprender un largo viaje es despedido por sus amigos en una cantina de La Boca mientras afuera, cerca de la puerta, un grupo de integrantes del ejército de salvación entre los que se halla una joven de voz agraciada canta una canción en la que se habla de la fe en el mañana y del sacrificio que es necesario hacer en esta vida. Terminada la comida, y sin que él lo perciba, la joven sigue al agasajado, que se encamina hacia el muelle y mira hacia el agua mientras lo que ha escuchado empieza abrirle la puerta que lleva al sendero de la fe.

## Reparto
- Amanda Ledesma
- Floren Delbene
- Pedro Maratea
- Marcos Caplán
- Juan Carlos Thorry
- Silvia Durante
- Juan Bono
- Ernesto Villegas
- Lalo Malcolm
- Elvino Vardaro

## Comentario
El crítico Claudio España califica la película de “film maldito” que cayó prácticamente en el olvido desde que fue presentado y dice de él que, de “comienzo ingenioso, desbarrancaba pronto en el melodrama folletinesco, con personajes que alternan la beneficencia con las letras de tango”.